# George Crile
George Washington Crile (ur. 1864, zm. 1943) – amerykański lekarz chirurg. Uznawany jest za pierwszego chirurga, który z sukcesem zastosował bezpośrednią transfuzję krwi. Przyczynił się także to rozwoju technik operacyjnych szyi, zastosowania opioidów w anestezji.
W 1921 r. wspólnie z dwoma chirurgami (Frank Bunts, William Lower) założyli szpital Cleveland Clinic.
Ku jego pamięci nazwano jeden ze statków transportowych podczas II wojny światowej oraz jeden z kraterów na Księżycu.